# Карілатсі (Вастсе-Куусте)
Карілатсі (ест. Karilatsi) — село в Естонії, входить до складу волості Вастсе-Куусте, повіту Пилвамаа.